# Ang Mo Kio (metrostation)
Ang Mo Kio is een metrostation van de metro van Singapore aan de North South Line. Het station ligt in de plaats Ang Mo Kio.
- Library of Congress Control Number: no2007006307
- Virtual International Authority File: 148121247